# Europa (oceánide)
En la mitología griega Europa (en griego: Εὐρώπη, latín: Eurōpe o Eurōpa) es el nombre de la ninfa epónima del continente europeo.
En la Teogonía se la describe como una de las Oceánides más antiguas de su raza, todas hijas de Océano y Tetis. En otra versión Europa y su hermana Tracia fueron alumbradas por una tal Parténope, consorte de Océano, pero ambas son en todo caso epónimas. Al menos una fuente hace a Europa consorte de Foroneo y madre de Níobe. Finalmente algunas fuentes tardías la imaginan como madre del epónimo Dodoneo por obra de Zeuse incluso, en un texto bastante corrupto, que era la esposa (y no hija) de Océano.